# 沉湖湿地
沉湖湿地是位于中国湖北省武汉市蔡甸区西南部的一块湿地，由原沉湖演变而来。原沉湖面积约为15.46平方千米，属于长江区。它的一级流域为长江流域，二级流域为长江干流水系。2009年，国际鸟盟将沉湖湿地列为国际重要鸟区。2013年10月沉湖湿地被列入国际重要湿地名录。2020年9月，湖北蔡甸沉湖国际重要湿地保护与恢复项目開始建設，2021年完工。